# ۶ ذات‌الکرسی
۶ ذات الکرسی ستاره‌ای در صورت فلکی ذات الکرسی است. فاصلهٔ این ستاره با سامانه خورشیدی حدود ۸۲۰۰ سال نوری می‌باشد.